# Edvard Hoem
Edvard Hoem (né le 10 mars 1949 à Fræna) est un écrivain norvégien. Il écrit en nynorsk. Il a débuté par un recueil de poèmes Som grønne musikantar en 1969. En 1970, il publie son second livre Landet av honning qui a été perçu comme un roman lyrique. C'est en 1974 qu'il a été véritablement connu avec son roman Kjærleikens ferjereiser alors qu'il avait 25 ans. Pour ce roman il a reçu le prix de la Critique.
Il a étudié la philosophie et la littérature à l'université d'Oslo. Il a vécu à Molde de ses 14 à ses 19 ans.
Durant les années 1970, il fut un militant de l'AKP. Hoem a travaillé pour le Det Norske Teatret en 1976 et de 1980 à 1986 comme poète et dramaturge.Il fut directeur artistique du Teatret Vårt de Molde de 1997 à 1999. Il s'est fait remarquer comme opposant farouche à l'adhésion de la Norvège à l'Union européenne. Il a reçu de nombreux prix.
Hoem a travaillé de nombreuses années sur sa biographie en quatre volumes de Bjørnstjerne Bjørnson. Le premier tome est paru à l'occasion du jubilé de Bjørnson en 2010. Le quatrième tome est paru au début de l'année 2013.
Il vit aujourd'hui à Oslo.

## Prix
- Sunnmørsprisen 1974, pour Kjærleikens ferjereiser
- Kritikerprisen 1974, pour Kjærleikens ferjereiser
- Sokneprest Alfred Andersson-Ryssts fond 1978
- Aschehougprisen 1985
- Nynorsk litteraturpris 1987, pour Ave Eva
- Doblougprisen 1988
- Melsom-prisen 1988
- Gyldendals legat 1989
- Sarpsborgprisen 1993
- Emmausprisen 2004, pour Krituskonfigurasjonar
- Melsom-prisen 2006, pour Mors og fars historie
- Petter Dass-prisen 2007, pour Mors og fars historie
- Ibsenprisen 2008, pour Mikal Hetles siste ord
- Ikaros-prisen
- Neshornet, Klassekampens kulturpris 2009